# Marc Lesan i Morillas
Marc Lesan i Morillas (Barcelona, 17 de novembre del 2000) és un youtuber, streamer i realitzador català, del barri de la Prosperitat.
Lesan penja vídeos al seu canal de YouTube, on començà fent contingut en castellà. Des d'abril de 2020, arran d'un vídeo que esdevingué viral en què parlava de la manca de contingut juvenil a la Corporació Catalana de Mitjans Audiovisuals, penja tot el seu contingut en català impulsat per la plataforma Canal Malaia. També és conegut per les seves publicacions a Twitter. A més, ha col·laborat al programa Els experts d'iCat i gestiona les xarxes socials del programa de TV3 Alguna pregunta més?.
Ha estudiat un cicle formatiu de grau superior de realització audiovisual a l'Escola de Mitjans Audiovisuals de Barcelona. Va ser finalista del concurs Visualsound 2019 de l'Ajuntament de Barcelona, amb el curtmetratge de ficció L'endemà.
Des del gener de 2023 és un dels presentadors del pòdcast L'Arrabassada, juntament amb l'Oriol Lapeira i l'Iñaki Sola.